# Errina dabneyi
Errina dabneyi är en nässeldjursart som först beskrevs av Pourtalès 1871.  Errina dabneyi ingår i släktet Errina och familjen Stylasteridae. Inga underarter finns listade i Catalogue of Life.